# Aéroport international de Lusaka
L'aéroport international Kenneth Kaunda de Lusaka, ouvert en 1967, est le principal aéroport zambien.

## Situation
| Chipata Livingstone Lusaka Mansa M'fuwe Ndola Solwezi Kasama |

## Statistiques

### Évolution du nombre de passagers
| Nombre    | 1990    | 1991    | 1992    | 1993    | 1994    | 1995    | 1996    | 1997    | 1998    | 1999    |
| --------- | ------- | ------- | ------- | ------- | ------- | ------- | ------- | ------- | ------- | ------- |
| passagers | 614 821 | 478 537 | 427 185 | 533 039 | 345 007 | 285 898 | 292 909 | 319 664 | 330 059 | 320 857 |

| Nombre    | 2000    | 2001    | 2002    | 2003    | 2004    | 2005    | 2006    | 2007    | 2008    |
| --------- | ------- | ------- | ------- | ------- | ------- | ------- | ------- | ------- | ------- |
| passagers | 361 832 | 375 379 | 363 330 | 372 349 | 390 250 | 429 548 | 549 837 | 685 261 | 740 932 |

Le graphique qui aurait dû être présenté ici ne peut pas être affiché car il utilise l'ancienne extension Graph, désactivée pour des questions de sécurité. Des indications pour créer un nouveau graphique avec la nouvelle extension Chart sont disponibles ici.

Voir la requête brute et les sources sur Wikidata.

### Liaisons vers Lusaka
Situé à 27 kilomètres de la capitale, l'aéroport propose un service de transfert par bus vers la capitale. Il est aussi possible prendre un taxi ou de louer une voiture, de nombreuses compagnies de loueurs étant présentes au terminal aéroportuaire. Elles sont habituellement louées avec chauffeur.

### Services

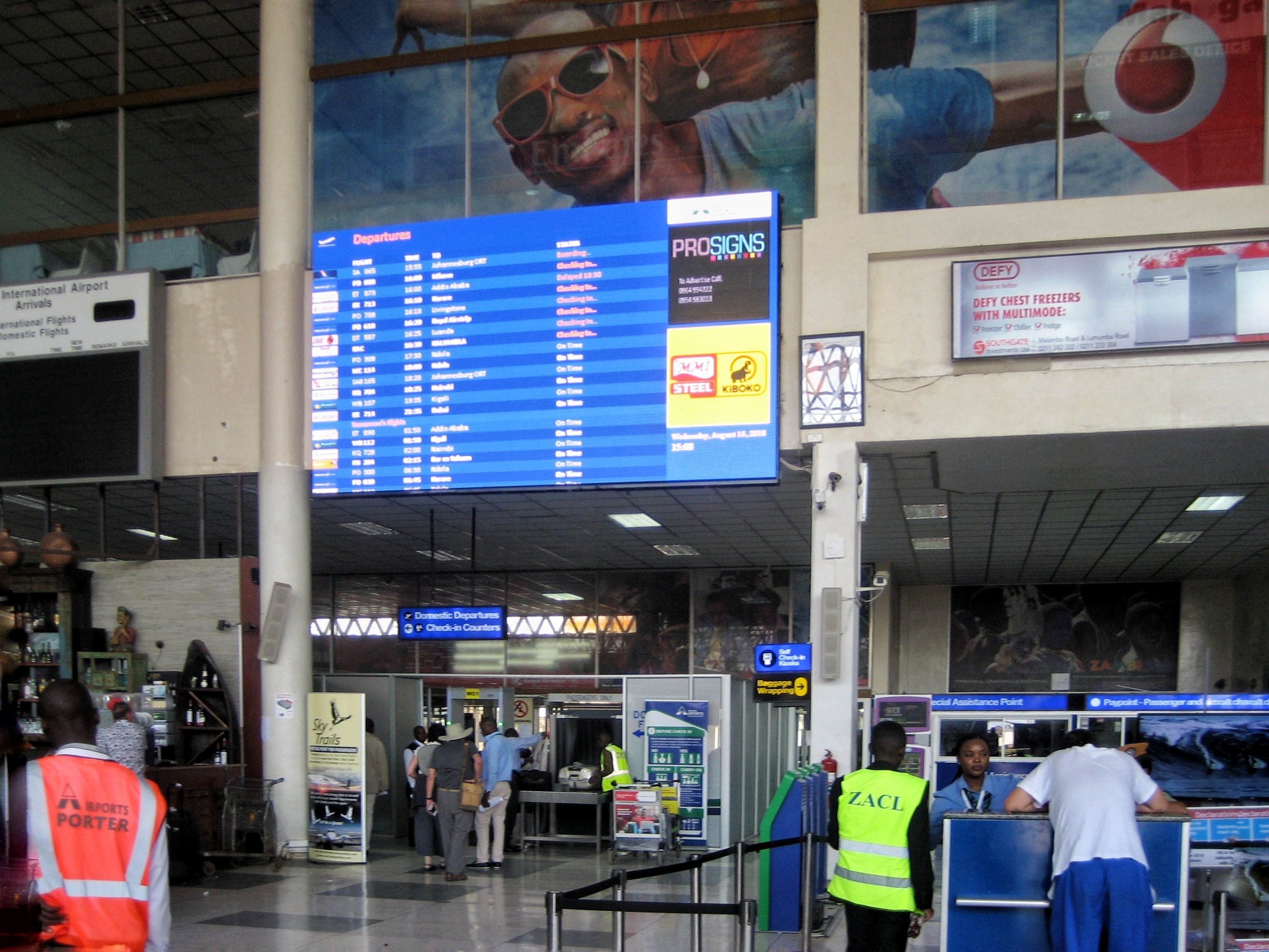
Contrôle de sécurité.

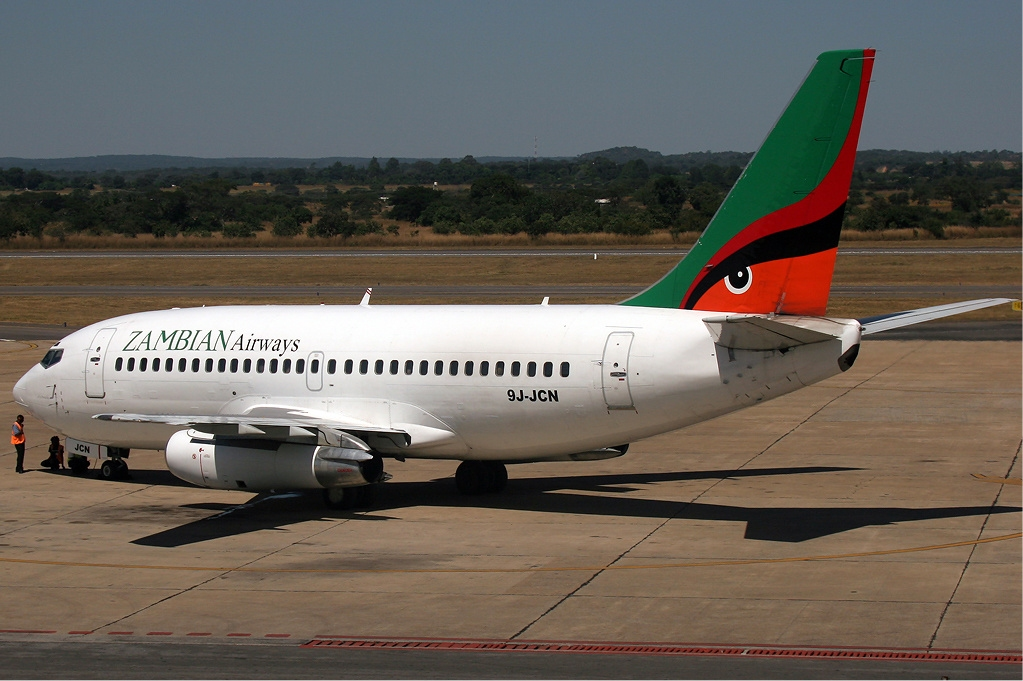
Un Boeing 737-200 de Zambian Airways en avril 2007

L'aéroport abrite entre autres une banque disposant d'un bureau de change, une poste, un restaurant, un bar, une boutique hors taxes ou encore un salon VIP lounge.

### Compagnies et destinations
| Compagnies              | Destinations |
| ----------------------- | --- |
| Airlink                 | Johannesbourg OR Tambo |
| Air Tanzania            | Dar es Salam-J. Nyerere |
| Emirates                | Dubaï |
| Ethiopian Airlines      | Addis-Abeba Bole En saison : Harare |
| Kenya Airways           | Harare, Nairobi-J. Kenyatta |
| LAM Mozambique Airlines | Harare, Maputo |
| Mahogany Air            | Chipata, Livingstone-H. M. Nkumbula, M'fuwe, Ndola-S. Kapwepwe, Solwezi                                                                                      |
| Malawi Airlines         | Harare, Lilongwe (Kamuzu) |
| Proflight Zambia        | - Durban-King Shaka, - Jeki, - Johannesbourg OR Tambo, - Le Cap, - Lilongwe (Kamuzu), - Livingstone-H. M. Nkumbula, - M'fuwe, - Ndola-S. Kapwepwe, - Solwezi |
| Qatar Airways           | Doha-Hamad |
| Royal Zambian Airlines  | Johannesbourg OR Tambo |
| Rwandair                | Johannesbourg OR Tambo, Kigali |
| South African Airways   | Johannesbourg OR Tambo |
| Turkish Airlines        | Istanbul |
| Zambia Airways          | Harare, Johannesbourg OR Tambo, Livingstone-H. M. Nkumbula, Ndola-S. Kapwepwe                                                                                |